# Dolors Piera i Llobera
Dolors Piera i Llobera (Puigverd d'Agramunt, 21 de juliol de 1910 – Santiago de Xile, 19 de gener de 2002) fou una mestra i sindicalista catalana. Fundadora de la Federació de Treballadors de l'Ensenyament (FETE-UGT), fou Secretaria General de la Unió de Dones de Catalunya i la primera dona regidora a l'Ajuntament de Barcelona (1937-1939) pel Partit Socialista Unificat de Catalunya (PSUC).

## Formació
El seu pare, un mestre progressista, li va transmetre la passió per la pedagogia. Va estudiar magisteri a l'Escola Normal de Lleida, entre els anys 1924 i 1928, on hi havia, en plena dictadura del general Primo de Rivera, un grup de mestres renovadors i introductors del mètode Montessori, entre els quals Pepita Úriz. Molts d'ells van ser desterrats o se'ls va obrir un expedient, com el seu pare mateix. Malgrat el clima polític advers, Piera i el seu pare van assistir a les activitats organitzades a l'Ateneu Lleidatà i van formar part com a fundadors del grup Batec, defensor de l'escola laica i única i introductor del mètode pedagògic de Célestin Freinet.

## Activitat professional i política
Dolors Piera va exercir de mestra en diverses poblacions catalanes i després de traslladar-se a Barcelona va guanyar una plaça a l'escola pública el 1931. S'afilià a la FETE-UGT i a partir de 1934 va prendre possessió de la plaça definitiva de mestra a Vilafranca del Penedès. El mateix any es casà civilment amb el mestre Ramon Costa-Jou, també difusor del projecte freinetià i ambdós van ser els principals animadors de la revista Colaboración. Fou també redactora, juntament amb el seu marit, de l'òrgan del sindicat L'Escola Proletària, que tenia la redacció al seu domicili. Durant el Bienni Negre Piera va ser denunciada per exercir elmètode Freinet, però la sanció quedà limitada a una amonestació administrativa.
El 1935 passà a ocupar la Secretaria General de la FETE-UGT a Barcelona. Representà Catalunya al Congrés Estatal dels sindicats de mestres celebrat a Madrid el juny de 1936 i fou delegada per Catalunya en el Congrés Mundial de Professors de París. El 1936 ocupà la secretaria del Front d'Esquerres a Vilafranca i al juliol del mateix any ingressà al PSUC, on passà a formar part del Comitè Central i on milità fins als anys 1940, que en fou expulsada. Es traslladà a Barcelona, on conegué Pere Aznar, que serà el seu company la resta de la seva vida i s'apropà al moviment feminista. El 1937 participà en l'organització del Congrés de la Dona i en la creació de la Unió de Dones de Catalunya, de la qual va ser elegida secretària general. Havia deixat la seva tasca de mestra innovadora i sindicalista per passar a ocupar altes responsabilitats en la direcció política. L'octubre de 1937 és nomenada consellera de Barcelona i l'agost de 1938, consellera-regidora de Cultura, des d'on va desplegar una intensa activitat per poder atendre les necessitats més urgents de la població refugiada. Col·labora amb la revista Companya i promou l'Ajut Infantil de Rereguarda. Es manté en el càrrec fins l'ocupació de la ciutat per les tropes franquistes el gener de 1939.
Amb la derrota de la Segona República, Dolors Piera es va exiliar a París, on va treballar a l'Oficina Internacional per a la Infància. Detinguda arran de la invasió nazi de França durant la Segona Guerra Mundial, va estar empresonada sis mesos. En sortir de la presó, viatjà amb el seu germà Josep fins a la República Dominicana i finalment s'instal·là a Xile, on es reuní amb el seu company, Pere Aznar, i on nasqueren les seves filles Roser i Núria. Allà treballà novament de mestra, essent sotsdirectora de l'Escuela Bialik i, més endavant, directora del Colegio Andersen. A Xile organitzà el primer Congreso de Mujeres de Santiago, i mantingué activa la seva militància feminista. També va ser una de les dinamitzadores del Centre Català de Santiago de Xile.
Visità Barcelona el 1977, on participà en la manifestació de l'Onze de setembre. Morí a Santiago de Xile, on reposen les seves restes.

## Reconeixement i memòria
El març de 2006 es creà el Centre Dolors Piera d'Igualtat d'Oportunitats i Promoció de les Dones de la Universitat de Lleida (UdL), per un conveni entre el Seminari Interdisciplinari d'Estudis de la Dona (SIED) i la UdL. Els objectius del Centre Dolors Piera són promoure la recerca i la docència en gènere i les polítiques d'igualtat de gènere, contribuir a formar professionals i transformar la realitat per fer una societat més justa i igualitària.
L'escola pública Dolors Piera de Vilafranca del Penedès recorda la pedagoga, que tingué en aquesta població la seva plaça de mestra el 1934.
Des de 2018 el barri de Balàfia de Lleida té una plaça que porta el nom de Dolors Piera, un reconeixement llargament reivindicat per entitats del barri. La ciutat de Barcelona, on fou regidora, ha dedicat també una plaça a la mestra i exiliada republicana al barri del Poblenou.